# Факт биографии
«Факт биографии» (другое название: «Скошенные травы») — советский чёрно-белый широкоэкранный художественный фильм, снятый режиссёром Борисом Шадурским по сценарию Лидии Арабей и Дмитрия Василиу на киностудии «Беларусьфильм» в 1975 году.
Премьера фильма состоялась 20 декабря 1976 года. Прокат — 5,7 млн зрителей.

## Сюжет
Инженер Шумов, который работает в стройуправлении, узнаёт о подсудимом на очередном заседании суда и полагает, что это может быть его давно утерянный сын. Он начинает вспоминать свою молодость, время, проведённое на стройке, где он был влюблён в девушку Таню Зайчика. Шумов пытается найти матери подсудимого, но вместо этого находит другую женщину. Он всё равно не унимается и продолжает свои поиски, что вызывает различные эмоциональные и моральные конфликты в его семье.

## В ролях
- Леонид Неведомский — Павел Иванович Шумов
- Татьяна Лаврова — Людмила Викторовна, жена Шумова, хирург
- Ирина Малышева — Ира, дочь Шумова
- Нина Зоткина — Таня Зайчик
- Виталий Базин — Иван Корнеев, строитель, ухажёр Тани
- Наталия Маркина — Зоя Савельева, невеста Виктора Зайчика
- Виктор Перевалов — Виктор Зайчик, подсудимый
- Галина Рогачёва — судья
- Эммануил Виторган — Саня, гость у Шумовых
- Георгий Штиль — Евгений Николаевич Соляков, потерпевший
- Татьяна Алексеева — Татьяна Зайчик, мать Виктора Зайчика
- Альгимантас Масюлис — попутчик в поезде
- Здислав Стомма — Николай Дмитриевич, народный заседатель
- Светлана Михалькова — Зиночка, секретарь суда
- Павел Кормунин — Егор Трофимович, прораб
- Владимир Грицевский — гость у Шумовых
- Иван Сидоров — прокурор
- Нина Розанцева — женщина на танцах
- Регина Домбровская — сотрудница справочного бюро